# The Woman in Black: Angel of Death
The Woman in Black: Angel of Death (también conocida como The Woman in Black 2: Angel of Death) es una película de 2014, dirigida por Tom Harper y escrita por Jon Croker de la historia de Susan Hill. Es la secuela de la película del 2012, The Woman in Black, y es producida por Hammer Film Productions y Entertainment One. El primer tráiler para la película se estrenó en octubre de 2014.

## Argumento
Cuarenta años después de los eventos de la primera parte, durante el Blitz de Londres, Eve Parkins se une a algunos de sus alumnos y a la directora de la escuela, Jean Hogg, para evacuarlos al mercado aislado de Crythin Gifford. En el viaje en tren, Eve conoce al atrevido piloto Harry Burnstow, que está estacionado en un aeródromo cerca de Crythin Gifford. Al llegar a la ciudad aparentemente casi desierta, Eve se enfrenta a un loco delirante llamado Jacob, y huye.
Aunque Eva y Jean no aprueban ir a Eel Marsh House, la casa aislada en una isla en los pantanos donde han sido alojados, no hay alternativa. Esa noche, Eve tiene una pesadilla de cómo ella se vio obligada a renunciar a su bebé cuando era más joven; cuando se despierta, oye el ruido de una mecedora que sale del sótano. Allí encuentra un mensaje, regañándola por dejar ir a su hijo, y ve a una mujer vestida de negro. A la mañana siguiente, uno de los niños, Edward, que ha estado callado desde la muerte de sus padres en el bombardeo, es intimidado por otros dos niños y ve a la Dama de Negro en el vivero. Eve siente que algo anda mal cuando Edward empieza a cargar constantemente una muñeca podrida. Esa noche, uno de los muchachos que lo intimidaba fue sacado de la casa por la Dama de Negro; Eve encuentra su cuerpo en la playa.
Eve ve más adelante a la mujer en el cementerio, donde ella encuentra la tumba de Nathaniel Drablow. Ella persigue al fantasma hacia la playa y es superada por las visiones de la muerte de Nathaniel. En la casa, ella y Harry establecen la historia del fantasma a través de una vieja grabación hecha por Alice Drablow, antes de su muerte a manos de la Dama de Negro: es su hermana, Jennet Humfrye, la madre del niño que adoptó, Nathaniel. Jennet los está persiguiendo debido a la muerte prematura de Nathaniel, y está castigando a Eve en particular por dar a su bebé. Eve viaja a la ciudad abandonada para enfrentarse a Jacob, que es ciego y por lo tanto incapaz de ser asesinado por el fantasma, ya que no puede verla. Sin embargo, se ha vuelto loco por la muerte de todos los otros niños (cuyos fantasmas lo rodean) y trata de matar a Eve antes de que ella se escape.
De vuelta en la casa, Jean encuentra a una de las chicas tratando de estrangularse bajo el hechizo de la Dama. Durante una incursión aérea, la chica se ahoga usando una máscara de gas. Después de esta muerte, Harry los lleva a su aeródromo, que se revela como un señuelo. Harry, el único hombre estacionado allí, ha sido deshonrado después de un accidente en el que fue el único sobreviviente, y ya no se le permite volar. Eve se da cuenta de que la Dama los ha seguido. Edward huye y al parecer muere caminando en una cesta de fuego. Eve, sin embargo, se da cuenta de que Edward todavía está vivo y en Eel Marsh House. Al darse cuenta de que la Dama de Negro la quiere sola, conduce a la isla, donde encuentra a Edward caminando hacia el pantano para ahogarse donde Nathaniel murió. Ella se arrastra detrás de él, pero son arrastrados por el fango. En el último minuto, Harry llega a salvar a Eve y Edward, pero éste fue arrastrado y muere a las profundidades.
Meses después, Eve ha adoptado a Edward, y viven en Londres. Aunque creen que están libres del fantasma gracias a Harry, una vez que salen de su casa, la Dama de Negro aparece y rompe una imagen de Harry y su tripulación.

## Elenco
- Phoebe Fox como Eve Parkins.
- Jeremy Irvine como Harry Burnstow.
- Helen McCrory como Jean Hogg.
- Adrian Rawlins como Dr. Rhodes
- Leanne Best como La mujer de negro.
- Ned Dennehy como Viejo Hermit Jacob.
- Oaklee Pendergast como Edward.
- Genelle Williams como Alma Baker.
- Leilah de Meza como Ruby.
- Claire Rafferty como Clara.
- Jude Wright como Tom.
- Amelia Pidgeon como Joyce.
- Pip Pearce como James.
- Alfie Simmons como Alfie.
- Casper Allpress como Fraser.

## Libro sobre la película
El 24 de octubre de 2013, una conversión a novela del guion de la película fue estrenada por Hammer Books (Random House Publishing) en Inglaterra, y el 12 de febrero de 2014 en Estados Unidos, sirviendo de secuela a la novela homónima de Susan Hill, escrito por el autor de novelas policiacas Martyn Waites.
La recepción que ha tenido este libro ha sido en general negativa.

## Lanzamiento
Anteriormente este film se pretendía estrenar el 30 de enero de 2015, sin embargo su estreno fue cambiado para el 2 de enero de 2015.
El primer tráiler oficial salió a la luz el 10 de octubre de 2014.

## Recepción

### Respuesta de la crítica
La Mujer de Negro: Ángel de la Muerte ha recibido reseñas mayoritariamente negativas de los críticos. En Rotten Tomatoes, la película tiene una calificación de 21%, basado en 63 reseñas, con una calificación promedio de 4.5 / 10. Jordi Costa de El País afirma que la película "abusa del sobresalto tosco de posproducción y del trauma de guardarropía pegado a unos personajes que son puro cliché forrado de telarañas." Metacritic, que utiliza una media ponderada, asigna una puntuación de 42 sobre 100, basado en 23 críticos, lo que indica "críticas mixtas".